# Икавитц, Эдуард Христианович
Эдуард Христианович Икавитц (1831—1889) — российский врач, хирург, доктор медицины, общественный деятель, Почётный гражданин Тамбова. Родоначальник дворянского рода Икавитцы.

## Биография
Родился 26 января (7 февраля) 1831 года в Москве в семье домашнего учителя из Риги. С 16 лет учился на медицинском факультете Московского университета, который окончил со степенью лекаря. Защитил в Московском университете диссертацию «Медико-топографическое описание Тамбовской губернии» на степень доктора медицины (1865). Всю свою службу, после окончания университетского курса и до смерти, посвятил тамбовской больнице, сначала приказа общего призрения, а затем губернского земства. 
Здесь он был последовательно младшим ординатором, старшим ординатором и возглавил её, став старшим врачом в 1867 году. Икавитц впервые в Тамбове применил хлороформный наркоз при операциях, наложение гипсовых и крахмальных повязок, вскрытие трупов умерших в больнице, ларингоскопию, офтальмоскопию. Также впервые произвел удаление почек, перевязку бедренной артерии, кесарево сечение и многие другие сложные операции. В 1864 году одним из первых в России успешно произвел овариотомию.
Прославился, как один из лучших хирургов русской провинции. По инициативе Икавитца в Тамбове была открыта лечебница для неимущих, одна из первых в России фельдшерская и акушерская школа, которую он возглавлял 20 лет. Он воспитал плеяду прекрасных врачей, оставил 127 научных трудов, главным образом по хирургии, богатую медицинскую библиотеку, стал одним из учредителей Тамбовского медицинского общества. Перед смертью завещал 1000 рублей для ежегодных премий членам медицинского общества за лучшие научные работы.
Был произведён 30 августа 1877 года в чин действительного статского советника. Награждён орденами Св. Станислава 2-й ст. (1871), Св. Анны 2-й ст. (1874).
Определением Тамбовского дворянского депутатского собрания от 8 мая 1879 года внесён в III часть дворянской родословной книги; определение это утверждено Правительствующим сенатом 11 июня 1879 года.
Умер 4 (16) января 1889 года в Тамбове и был похоронен на кладбище Казанского Богородичного мужского монастыря в Тамбове.
В Тамбовском музее истории медицины хранятся научные труды Икавитца.
Сын: Николай, выпускник (1886) Петербургского института гражданских инженеров, гражданский инженер.